# Achantodes
Achantodes é um gênero de mariposa pertencente à família Crambidae.